# Gamun-ui buhwal
Gamun-ui buhwal (가문의 부활?), noto anche con il titolo internazionale Marrying the Mafia 3: Family Hustle, è un film del 2006 diretto da Jeong Yong-ki, terzo episodio della serie di film iniziata con Gamun-ui yeonggwang (2002) e seguito di Gamun-ui wigi (2005).

## Trama
Jang In-jae e Kim Jin-kyung si sposano, tuttavia l'evento costringe Hong Deok-ja, donna a capo della "famiglia mafiosa", a indirizzare gli affari verso un nuovo e onesto lavoro.